# Nahon
Der Nahon ist ein Fluss in Frankreich.

## Verlauf
Er entspringt im Gemeindegebiet von Heugnes im Département Indre in der Region Centre-Val de Loire, entwässert anfangs in östlicher, dann in nordöstlicher Richtung und mündet nach rund 44 Kilometern im Gemeindegebiet von Menetou-sur-Nahon als linker Nebenfluss in den Fouzon. Ein weiterer Mündungsarm erreicht bereits etwa zwei Kilometer stromaufwärts den Mündungsfluss.

## Orte am Fluss
- Heugnes
- Gehée
- Langé
- Vicq-sur-Nahon
- Valençay
- Menetou-sur-Nahon

## Sehenswürdigkeiten
registriert als Monument historique:
- Schloss von Valençay
- Bahnhof von Valençay